# Schloss Nußdorf

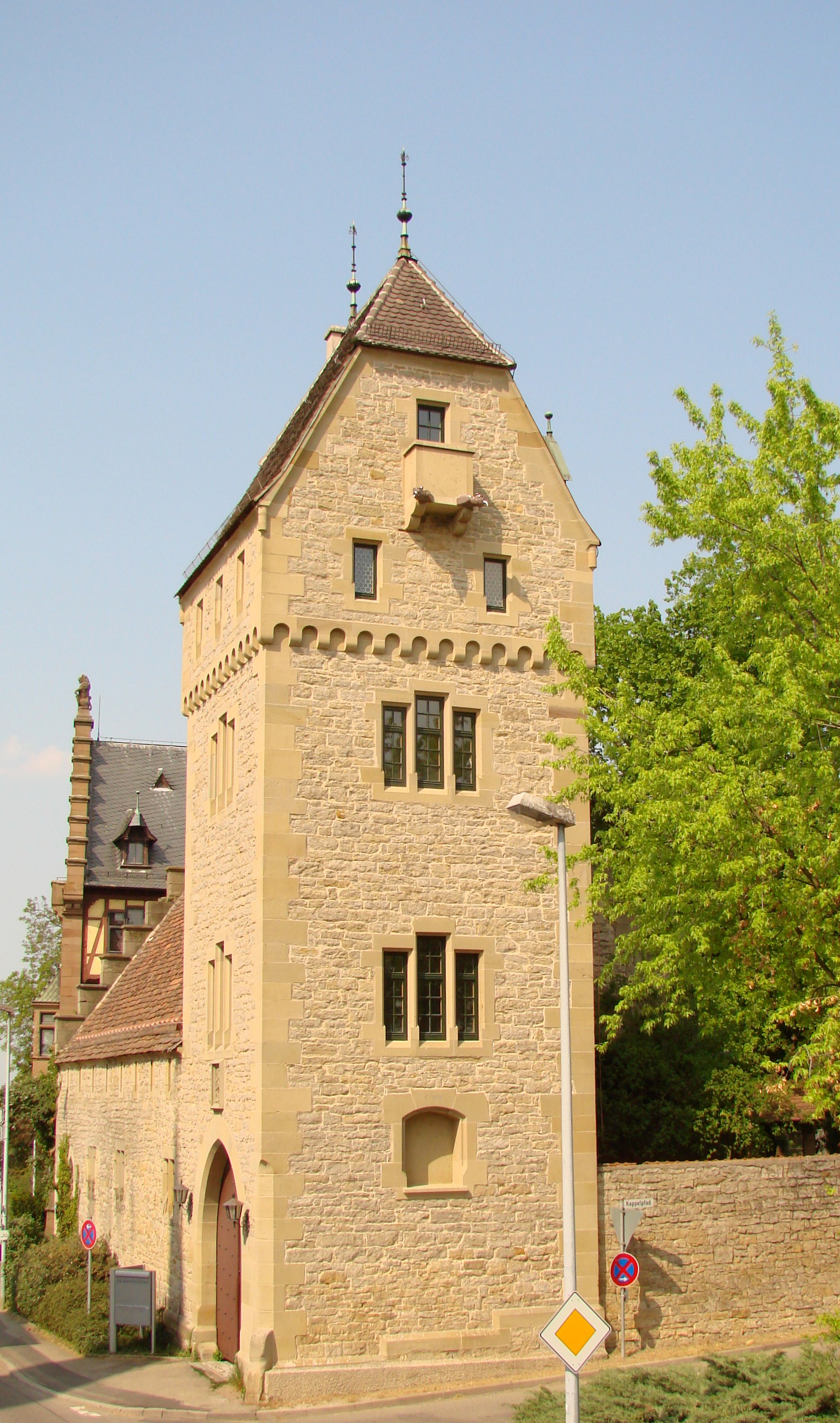
Schloss Nußdorf

Das Schloss Nußdorf an der Martinstraße in Nussdorf, einem Ortsteil von Eberdingen, einer Gemeinde im Landkreis Ludwigsburg in Baden-Württemberg, wurde im 15./16. Jahrhundert erbaut und im 19. Jahrhundert größtenteils erneuert. Es wurde aus unverputztem Bruchstein-Mauerwerk im Stil einer mittelalterlichen Burg errichtet. Das Schloss steht zusammen mit der Einfriedung seines Parks, der ehemaligen Remise, der einstigen Verwalterwohnung und dem Wirtschaftsgebäude als Kulturdenkmal unter Denkmalschutz.

## Geschichte
Als Vorgängerbau kann ein Schloss oder eine Burg aus dem 15. Jahrhundert nachgewiesen werden, die an derselben Stelle stand. Diese hatte einen Turm an der nördlichen sowie einen Hofraum mit Wirtschaftsgebäuden an der südlichen Seite. Außerdem war ein Schlossgarten Teil der etwa ein Hektar großen Anlage. Ende des 19. Jahrhunderts wurde vom damaligen Besitzer Richard Freiherr von Reischach, dem Oberhofmeister von Königin Olga von Württemberg, ein Neubau geplant. 1878 wurden die Ökonomiegebäude und der südliche Turm gebaut, neun Jahre später wurde der Neubau des Schlosses von den Stuttgarter Architekten Ludwig Eisenlohr und Carl Weigle ausgeführt. Im selben Jahr wurde auch das dem heutigen Schloss gegenüberliegende Kleine Schlössle gebaut, ein romanisierender Bau mit Zierformen aus Gotik und Renaissance. 1888 wurde schließlich der heutige Innenhof mit Kreuzgang errichtet und der Umbau des Pferdestalls zur Gärtnerwohnung vorgenommen. Abschließend wurde der Garten des Schlosses zu einem englischen Landschaftsgarten umgestaltet.